# Dissotis grandiflora
Dissotis grandiflora là một loài thực vật có hoa trong họ Mua. Loài này được (Sm.) Benth. mô tả khoa học đầu tiên năm 1849.